# Bibić
Bibić je hrvatska plemićka obitelj iz Bačke.
Plemićki su status imali još 1340., otkad datira stari grb njihove obitelji. 30. listopada 1722. dobili su u Beču plemićki list i grbovnicu kojom im je potvrđen stari grb.
Time hrvatska obitelj Bibić u Bačkoj spada u treću skupinu hrvatskog plemstva u Bačkoj. To su obitelji koje su plemstvo zadobile tijekom 1700-tih.